# The Sun Rises in the East
Az 1994-es The Sun Rises in the East Jeru the Damaja debütáló nagylemeze. Az albumon hallható a Gang Starr Foundation egykori tagja, Afu-Ra. Érdekesség, hogy az album borítója a lángoló World Trade Center-t ábrázolja, mindössze egy évvel az északi toronyban történt robbantás után.
Megjelenésekor a kritikusok kedvezően fogadták, a hiphop egyik jelentős lemeze. Sokan Jeru the Damaja legjobb munkájának tartják. A Billboard 200-on a 36., a Billboard Top R&B/Hip Hop Albums listán az 5. helyig jutott. Szerepel az 1001 lemez, amit hallanod kell, mielőtt meghalsz című könyvben.

## Az album dalai
|     | Cím                                  | Szerző(k)                                                         | Hossz |
| --- | ------------------------------------ | ----------------------------------------------------------------- | ----- |
| 1.  | Intro (Life)                         | K.J. Davis, C. Martin                                             | 0:50  |
| 2.  | D. Original                          | K.J. Davis, C. Martin                                             | 3:36  |
| 3.  | Brooklyn Took It                     | K.J. Davis, C. Martin                                             | 3:24  |
| 4.  | Perverted Monks in tha House (Skit)  | K.J. Davis, C. Martin, A. Phillip, W. Garfield, C. Clay           | 1:15  |
| 5.  | Mental Stamina                       | K.J. Davis, C. Martin                                             | 2:21  |
| 6.  | Da Bitchez                           |                                                                   | 3:52  |
| 7.  | You Can't Stop the Prophet           | K.J. Davis, C. Martin                                             | 3:53  |
| 8.  | Perverted Monks in tha House (Theme) |                                                                   | 1:02  |
| 9.  | Ain't the Devil Happy                | K.J. Davis, C. Martin                                             | 3:45  |
| 10. | My Mind Spray                        | K.J. Davis, C. Martin, B. James                                   | 3:45  |
| 11. | Come Clean                           | K.J. Davis, C. Martin, C. Parker, F. Scruggs, K. Jones, T. Taylor | 4:57  |
| 12. | Jungle Music                         |                                                                   | 3:51  |
| 13. | Statik                               | K.J. Davis, C. Martin                                             | 3:07  |

## Fordítás
Ez a szócikk részben vagy egészben a The Sun Rises in the East című angol Wikipédia-szócikk ezen változatának fordításán alapul.  Az eredeti cikk szerkesztőit annak laptörténete sorolja fel. Ez a jelzés csupán a megfogalmazás eredetét és a szerzői jogokat jelzi, nem szolgál a cikkben szereplő információk forrásmegjelöléseként.